# Te Kauwhata
Te Kauwhata ist ein Ort im Waikato District der Region Waikato auf der Nordinsel von Neuseeland.

## Geographie
Der Ort befindet sich rund 44 km nordnordwestlich von Hamilton und rund 70 km südsüdöstlich des Stadtzentrums von Auckland am nordwestlichen Ufer des 34 km² großen Lake Waikare. Rund 3,5 km südwestlich fließt der Waikato River vorbei und nach Norden erstreckt sich eine feuchte Ebene zum Whangamarino River. Te Kauwhata findet rund 2 km südwestlich Anschluss an den New Zealand State Highway 1 und der North Island Main Trunk Railway passiert den Ort in seiner westlichen Hälfte.

## Geschichte
Te Kauwhata war ursprünglich als Wairangi bekannt und entwickelte sich, als in den späten 1870er Jahren die Eisenbahn durch die Siedlung gebaut wurde. 1886 startete man in dem Ort eine Versuchsplantage mit exotischen Bäumen und sechs Jahre später mit einer Forschungsstation der Regierung. Die Te Kauwhata Viticultural Research Station beschäftigte sich mit dem Weinbau und war der Geburtsort der neuseeländischen Weinindustrie. Hier wurde mit den Sorten Syrah, Chardonnay, Pinot Noir, Cabernet Sauvignon und Riesling experimentiert, mit denen bereits fünf Goldmedaillen gewonnen wurden.

## Bevölkerung
Zum Zensus des Jahres 2013 zählte der Ort 1473 Einwohner, 23,4 % mehr als zur Volkszählung im Jahr 2006.

## Wirtschaft
Der Ort und sein Umland lebt bevorzugt von der Landwirtschaft, dem Gemüse, Obst- und dem Weinanbau. In der Landwirtschaft reicht die Bandbreite von der Milchwirtschaft über Schaf- und Rinderzucht bis hin zur Aufzucht von Rotwild, Alpaka-Schafen und Ziegen.